# IBM 1710
IBM 1710は、IBMが1961年3月に発売したプロセスコントロールシステムである。それは、IBM 1620 IまたはIBM 1620 IIのどちらかを使用し、I/O装置を特定化していた。例えば、IBM 1711 アナログ・デジタル変換器、IBM 1712個別のI/O、作業現場制御盤、アナログ・マルチプレクサーは修正されIBM 1710のシステムで使用された。最も明らかなものは、非常に最初のハードウェア割り込みメカニズムの追加である。
IBM 1710は、多くの製紙工場と精油所で使われた。